# Viola (film)
Pour les articles homonymes, voir Viola.
Pour plus de détails, voir Fiche technique et Distribution.
Viola est un film argentin écrit et réalisé par Matías Piñeiro et sorti en 2012.

## Synopsis
Des actrices jouant dans La Nuit des rois de Shakespeare se laissent emprisonner dans une toile d'intrigues romantiques.

## Fiche technique
- Titre : Viola
- Réalisation : Matías Piñeiro
- Scénario : Matías Piñeiro
- Musique : John Aylward et Julián Tello
- Photographie : Fernando Lockett
- Montage : Alejo Moguillansky
- Production : Melanie Schapiro
- Société de production : Revólver Films et HD Argentina
- Société de distribution : The Cinema Guild (États-Unis)
- Pays :  Argentine et  États-Unis
- Genre : Drame
- Durée : 65 minutes
- Dates de sortie : 
  -  Canada : 9 septembre 2012 (Festival international du film de Toronto)
  -  Argentine : 12 juillet 2013 (Buenos Aires)

## Distribution
- María Villar : Viola
- Agustina Muñoz : Cecilia
- Elisa Carricajo : Sabrina
- Romina Paula : Ruth
- Gabriela Saidon : Gabi
- Laura Paredes : Laura
- Esteban Bigliardi : Javier
- Julián Tello : Gastón
- Julia Martínez Rubio : Juliana
- Alessio Rigo de Righi : Agustín
- Alberto Ajaka
- Pablo Sigal

## Accueil
Le film a reçu un accueil favorable de la critique. Il obtient un score moyen de 82 % sur Metacritic.